# Besma cavillaria
Besma cavillaria là một loài bướm đêm trong họ Geometridae.